# パルメニオン
パルメニオン（古代ギリシア語: Παρμενίων、Parmenion、紀元前400年頃 - 紀元前330年）は、古代マケドニア王国の武将で、ピリッポス2世とアレクサンドロス3世（大王）に仕えた。父はフィロタスで、アサンドロス、アガトンという2人の弟がいる。子としては父と同名のフィロタス、ヒュパスピスタイを率いたニカノル、アレクサンドロスの侍従となったヘクトル、そしてコイノスとアッタロスに嫁いだ2人の娘がいる。

## ピリッポス2世時代
パルメニオンは王の最も信頼する将軍であり、マケドニア軍の育成に尽力した。ピリッポス2世の基本的戦術はサリッサで武装した比較的軽装の徴募兵ファランクスとテッサリア騎兵などの外様騎兵が敵の歩兵と騎兵の攻勢を支えている間に近衛歩兵と精鋭騎兵が回りこんで包囲攻撃するというものだった。パルメニオンはこのピリッポス2世の構想を現実化するための、攻勢を受け止める役割を担ったとされる。
紀元前338年のカイロネイアの戦いでピリッポス2世はアテナイ・テバイ連合軍を破り、ギリシアでの覇権を手にした。この戦いでパルメニオンは当時王子であったアレクサンドロスと共に左翼の騎兵部隊を率い、ボイオティア軍を壊滅させた。
その後、ピリッポス2世はペルシア遠征を目論み、その前段階としてパルメニオンをアッタロス、カラスと共に先遣隊として小アジアに送った。しかし、ピリッポス2世が暗殺されたため、ペルシア遠征はアレクサンドロスに引き継がれることとなった。

## アレクサンドロス3世時代
アレクサンドロス3世が即位するとパルメニオンはマケドニア軍の副総司令官に就き、引き続き鉄床戦術の一翼を担った。
グラニコス川の戦い、イッソスの戦い、ガウガメラの戦いなどでは左翼部隊の総指揮を執って優勢な敵の攻勢を支え、大王率いる優勢な右翼による攻勢のお膳立てをした。

## 没落
アレクサンドロス3世は紀元前330年にパルメニオンの息子ニカノルが病死した直後、路線対立からパルメニオンの息子フィロタスに大王暗殺の陰謀に関わったとの冤罪を被せ殺害したとされる。さらに、パルメニオンが一軍を率いて遠征軍の補給路上にいることから、パルメニオンにもパルメニオンの信頼厚い友人3人を送りメディアで一族諸共殺害された。